# Avenida Alto Horno (Talcahuano)
La avenida Alto Horno es una importante arteria vial de la comuna de Talcahuano en Chile, actuando como conexión dentro del sector Las Higueras.

## Historia
La avenida se originó junto con el sector de Las Higueras (Talcahuano). Luego, con la urbanización de la Población Libertad, se hizo una extensión hasta Avenida Juan Antonio Ríos. Luego en el límite con el sector Denavi Sur, se hizo otra sección de esta Avenida, faltando una sección entre Avenida Desiderio García, y Calle Carlos Dittborn.

## Ubicación y trayecto
La avenida se origina en la Avenida Juan Antonio Ríos del puerto. Luego cruza la Población Libertad y el sector Gaete, pasando por un costado del estadio Gaete, todo este sector no está pavimentado. En este punto, se une con Avenida Gran Bretaña, frente al Morrillo de Perales.
Luego empieza un tramo de cuatro carriles separados por un bandejón central.
Pasa por debajo del Puente Ferroviario del subramal El Arenal - Huachipato. Luego cruza por el medio del sector Las Higueras, hasta llegar a Avenida Desiderio García. Una segunda sección nace en Calle Carlos Dittborn, y termina frente a la vía férrea.

## Prolongaciones
- Al noroeste
  - Avenida Juan Antonio Ríos

## Puntos relevantes
Dentro de su trazado, la Avenida Alto Horno pasa por los siguientes puntos relevantes dentro de la intercomuna:
- Morrillo de Perales, en donde se habría redactado la primera Acta de Independencia de Chile
- Hospital Las Higueras
- Cesmec
- Club Deportivo Huachipato

- Datos: Q5713317